# Cynthia Lander
Cynthia Cristina Lander Zamora (10 de junio de 1982, en Caracas, Venezuela) es una animadora, modelo y actriz venezolana, ganadora del concurso Miss Venezuela en 2001. Lander representó a su país en el certamen Miss Universo 2002 en San Juan, Puerto Rico, el 29 de mayo de 2002, dónde logra el título de cuarta finalista, resultando ganadora la representante de Rusia, Oxana Fedorova.

## Vida personal
El 24 de septiembre de 2011 Cynthia se casó con el empresario Carlos Martel.
En mayo de 2013 Lander dio a luz a su primogénito fruto de su unión con el empresario Carlos Martel al cual llamó Sebastián Martel Lander.

## Trabajos En TV
| Teleseries  | Teleseries             | Teleseries      | Teleseries                                | Teleseries |
| Año         | Programa               | Canal           | Notas                                     |            |
| ----------- | ---------------------- | --------------- | ----------------------------------------- | ---------- |
| 2020        | Miss Venezuela 2020    | Venevisión      | Presentadora                              |            |
| 2018-2019   | Más Plus               | Venevisión Plus | Animadora                                 |            |
| 2012        | Más allá de la Belleza | Venevisión      | Animadora                                 |            |
| 2010-2012   | Sin flash tv           | Globovision     | Animadora                                 |            |
| 2008-2009   | Miss Universo          | TNT             | Comentarista Para El Canal TNT En Español |            |
| 2007 - 2010 | Loco Video Loco        | RCTV            | Animadora                                 |            |

## Telenovelas
| Teleseries | Teleseries               | Teleseries | Teleseries                       | Teleseries             |
| Año        | Telenovela               | Canal      | Personaje                        | Papel                  |
| ---------- | ------------------------ | ---------- | -------------------------------- | ---------------------- |
| 2011       | Que el cielo me explique | Televen    | Ella misma                       | Participación Especial |
| 2014       | La víctima perfecta      | Venevisión | Dulce Carol Montilla de Alvarado | Participación Especial |

## Curiosidades
Es descendiente por vía materna del militar y político Ezequiel Zamora, siendo éste su tatarabuelo y también es prima tercera de Irene Saez Conde, Miss Venezuela 1981 y Miss Universo 1981, ya que el abuelo materno de Cynthia es primo hermano de la madre de Irene ya que sus apellidos son Zamora Conde.